# Libia en los Juegos Paralímpicos de Pekín 2008
Libia estuvo representada en los Juegos Paralímpicos de Pekín 2008 por tres deportistas, dos hombres y una mujer. El equipo paralímpico libio no obtuvo ninguna medalla en estos Juegos.